# Selîșce, Kozeatîn
Selîșce (în ucraineană Селище) este un sat în comuna Bilopillea din raionul Kozeatîn, regiunea Vinnița, Ucraina.

## Demografie
Componența lingvistică a localității Selîșce
     Ucraineană (94,65%)
     Rusă (4,94%)
     Alte limbi (0,41%)
Conform recensământului din 2001, majoritatea populației localității Selîșce era vorbitoare de ucraineană (94,65%), existând în minoritate și vorbitori de rusă (4,94%).